# Catedral (libro)
Catedral es un libro de cuentos del escritor norteamericano Raymond Carver. Contiene doce cuentos, publicados originalmente en 1983. 
Catalogado dentro del movimiento del “realismo sucio”, por la descripción de sus personajes y la atmósfera donde los sitúa. Como Myers; hombre que viaja por Europa para poder obtener el perdón de su hijo, y así redimir su vacía vida; o termina tirado en el sofá con ganas de nunca más volver a hacer nada, como el marido de Sandy.

## Cuentos
La colección contiene los siguientes cuentos:
- "Plumas"
- "La casa de Chef"
- "Conservación"
- "El compartimiento"
- "Parece una tontería"
- "Vitaminas"
- "Cuidado"
- "Desde donde llamo"
- "El tren"
- "Fiebre"
- "La brida"
- "Catedral"

- Datos: Q5052186